# Olios marshalli
Olios marshalli is een spinnensoort uit de familie van de jachtkrabspinnen (Sparassidae).
De wetenschappelijke naam van de soort werd in 1898 als Sparassus marshalli gepubliceerd door Reginald Innes Pocock.